# 黄珞周

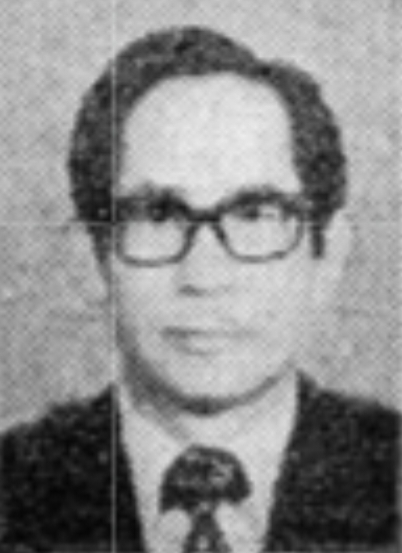
1974年ごろ

黄 珞周（ファン・ナクチュ、朝鮮語: 황낙주、1928年3月22日 - 2002年12月12日）は、大韓民国の政治家。第8・9・10・12・13・14・15代大韓民国国会議員、第14代国会副議長・議長（後半）などを歴任した。本貫は長水黄氏。

## 経歴
日本統治時代の慶尚南道昌原郡（現・昌原市鎮海区）出身。馬山商高、ソウル大学校商科大学経済学部卒、早稲田大学大学院政経研究科政治学専攻修了。忠武中学校（のちの鎮海西女子中学校、現在は廃校）および忠武商業高等学校（現・鎮海世和女子高等学校）創設者・校長・理事長、新民党慶南支部副委員長・慶南第6地区党委員長、自治体促進闘争委員会慶南支部長、新民党慶尚南道党委員長・院内首席副総務・政務委員・中央人権擁護委員長、APU韓国代表、新民党院内総務、統一民主党政務委員、国会動力資源委員長、民自党中央委員会議長、第14代国会副議長・議長、ハンナラ党常任顧問を務めた。
2002年12月11日の夜にソウル市江南区三成洞にある自宅のトイレで倒れ、搬送されたが翌日の0時30分に搬送先のソウル峨山病院で死去。享年74。

## エピソード
1980年の5・17非常戒厳令拡大措置時に、戒厳軍によって占領された国会議事堂を通り抜けようとして連行される様子が写真に収められた。
昌原市の城山区と義昌区の変則な境界線（城山区の盤松洞が飛び地のように義昌区の域内に入り込む）は旧昌原市の昌原市甲と昌原市乙の2つの選挙区をそのまま継承したものであり、1991年に人口増加により昌原市の単一選挙区を二分割する際、黄珞周の意向により盤松洞を昌原市乙選挙区に、代わりに龍池洞を昌原市甲選挙区にさせたという選挙に有利なゲリマンダリングに由来すると言われる。なお、この飛地状の境界線は2021年7月1日に龍池洞などを義昌区から城山区に移管させたことにより、ようやく解消された。